# Saulius Stripeika
Saulius Stripeika (* 1966 in Akmenė) ist ein litauischer Verwaltungsjurist, ehemaliger Politiker, stellvertretender Justizminister Litauens.

## Leben
Nach dem Abitur an der Mittelschule absolvierte Stripeika 1995 das Studium am Kauno kūno kultūros institutas und ab 2002 das Masterstudium der Rechtswissenschaft und Verwaltung an der Mykolo Riomerio universitetas. Er arbeitete ab Sommer 1993 im Polizeikommissariat in der Unterabteilung für Kriminalsuche als junger Inspektor und danach am Departament der Grenzschutzpolizei, ab 1997 in Šiauliai. Stripeika war Leiter einer Gruppe am Grenzschutz, ab 2005 Leiter der litauischen Grenzschutz-Behörde (Valstybės sienos apsaugos tarnyba), danach Oberberater am Innenministerium Litauens.
2005 wurde Stripeika vom Premierminister Algirdas Brazauskas zum General im Innendienst befördert.
Vom Februar 2013 bis Juli 2014 war er Stellvertreter des Justizministers Juozas Bernatonis im Kabinett Butkevičius. Er wurde von LSDP delegiert. 2014 gelangte er zur „Schwarzen Liste“ (der unzuverlässigen Politiker) von der litauischen Präsidentin Dalia Grybauskaitė und sollte die Politik verlassen.
Er ist Mitglied der Sozialdemokraten-Partei LSDP (seit 2012).
Er spricht Englisch und Russisch.